# رقص (فیلم ۲۰۰۴)
رقص (به هندی: Naach) فیلمی است محصول سال ۲۰۰۴ و به کارگردانی رام گوپال وارما است. در این فیلم بازیگرانی همچون آبیشک باچان، آنتارا مالی، ریتیش دشموک ایفای نقش کرده‌اند.